# 阿部真央らいぶNo.4@渋谷公会堂
『阿部真央らいぶNo.4@渋谷公会堂』（あべまおらいぶ ナンバー4 アット しぶやこうかいどう）は、阿部真央のライブ映像集。2012年12月5日にポニーキャニオンから発売された。

## 概要
自身2作品目となるライブ映像作品である。2012年夏に行われた自身4度目の全国ツアーで、初のホールツアーである『阿部真央らいぶNo.4』より、7月31日の渋谷公会堂公演の模様と、ツアードキュメント映像を収録している。
今作はDVDに初回限定盤と通常盤の他、初となるBlu-ray盤の3形態で発売された。DVD初回限定盤とBlu-ray盤には、2011年8月14日に行われた『阿部真央らいぶ 夏の陣』の日比谷野外音楽堂公演から8曲を収録している。

## 収録曲

### 阿部真央らいぶNo.4@渋谷公会堂
1. How are you?
2. 戦いは終わらない
3. 世界はまだ君を知らない
4. ふりぃ
5. 春
6. 君を想った唄
7. じゃあ、何故
8. 貴方の恋人になりたいのです
9. 側にいて
10. 嫌われてないかな
11. Sunday morning
12. 阿部真央Band×勝手にしやがれ Horns Medley
13. プレイボーイ
14. loving DARLING
15. ここにいて
16. いつの日も
17. ポーカーフェイス
18. モットー。
19. for you
20. モンロー（Encore 1）
21. ロンリー（Encore 1）
22. ストーカーの唄 ～3丁目、貴方の家～（Encore 2）

### 阿部真央らいぶ 夏の陣@日比谷野外音楽堂
1. 19歳の唄
2. キレイな唄
3. Don't leave me
4. for ロンリー
5. 雨上がりの夜空に
6. 伝えたいこと
7. 走れ
8. ロンリー